# 难民证明
难民身份证明是一种供难民用于证明身份的文件。此类文件由联合国难民署（UNHCR）或庇护国签发。在许多国家，难民有义务随身携带难民证。在某些难民营中，世界粮食计划署（WFP）发放的粮食配给卡也被用作身份证件。
根据《1951年难民公约》，签署该公约的国家必须向难民提供身份证明文件，这些文件可以是《公约》第28条所规定的难民旅行证件，也可以是《公约》第27条规定的其他形式的身份证件。
在中国，非中国国籍的人寻求难民资格，可以到联合国难民署驻华代表处登记以获得《寻求庇护者证明》，通过甄别面试后可以获得《难民证明》。
澳门身份證明局自2010年起向獲難民資格的人士發出難民身份證。

## 德国
自2016年1月28日起，德意志联邦共和国的难民收到了一份抵达证明。如果他们提交了庇护申请，他们还会收到居留许可。如果他们被认定为有权获得庇护，他们将被授予难民身份，并获得难民旅行证件和居留许可。

### 第二次世界大战后
第二次世界大战后，数百万德国人被驱逐出故乡。幸存者逃到今天被称为德意志联邦共和国（当时分为四个占领区）的地区或其他国家。
德意志联邦共和国和德意志民主共和国于1949年成立，但其主权在很长一段时间内仍然有限（见1945年后的德国法律地位）。
在德意志联邦共和国，建立了为流离失所者和难民颁发的护照，并在到达时通过接纳程序记录每个人的相应身份。这些护照在弗里德兰难民营发放；对于通过西柏林来的苏联占领区难民，则在柏林马里恩费尔德的一个营地发放。
并非所有来自苏联占领区的申请者都被承认为难民，但他们在西方国家被容忍。难民身份证确认了他们“被承认为难民”的身份，并为他们提供了各种形式的帮助（例如搬迁的权利，包括有权租赁公寓；生计津贴，可能包括《负担平等法》的补偿和根据该法授予的贷款以购买财产）。
根据1953年的联邦流离失所者法，对可能被驱逐出祖国的流离失所者（驱逐出境）或苏联占领区的难民身份进行识别。A类和B类身份证用于德国东部原领土的流离失所者和难民。苏联占领区（苏联占领区）的难民获得C类身份证。
A类身份证用于那些在1938年前已经居住在德国东部领土的人，B类则用于1938年后才迁居到那里的人。此外，下萨克森州的市政当局还向在轰炸后迁居该地的居民发放了B类身份证。

流离失所者和难民身份证，A、B、C类
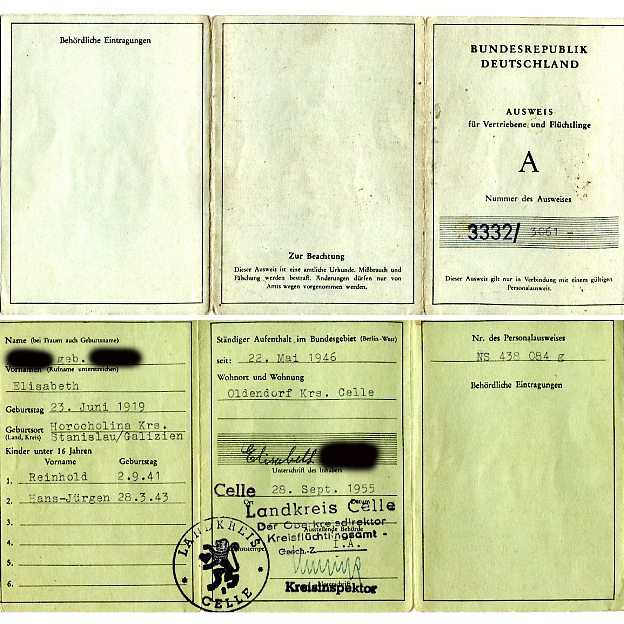
A类难民身份证
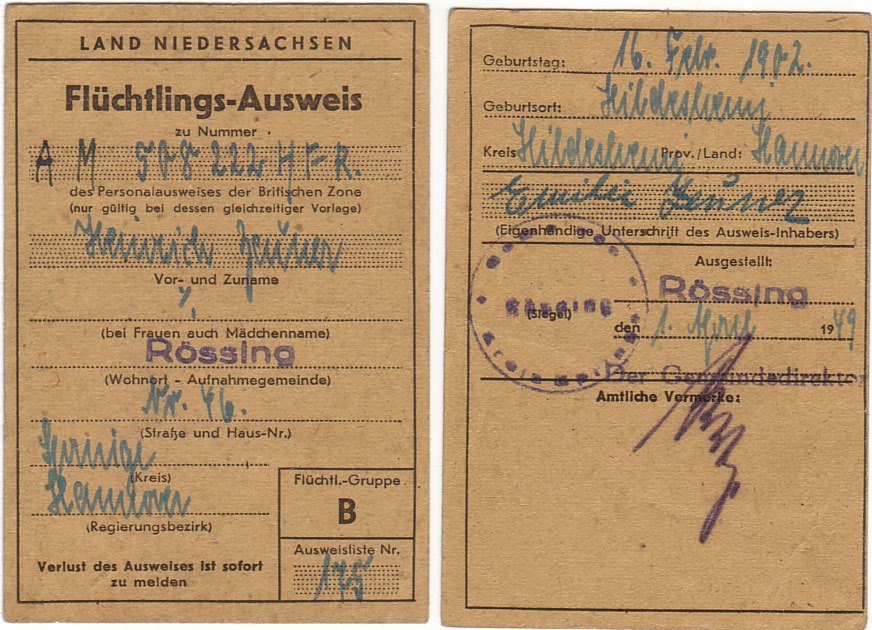
B类难民身份证
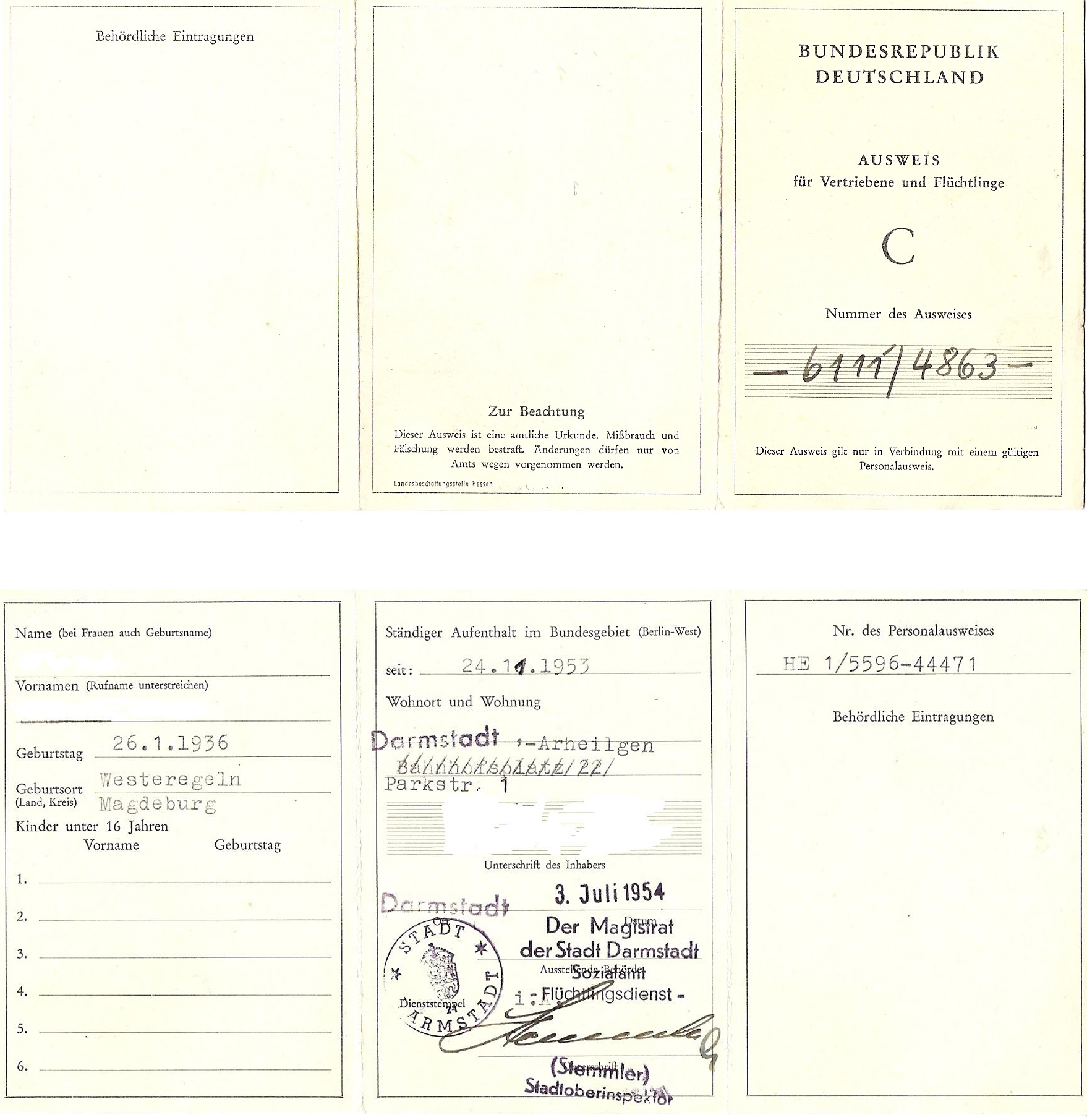
C类难民身份证